# Niente da capire/Bene
Niente da capire/Bene è un singolo promozionale di Francesco De Gregori, pubblicato nel 1974.

## Tracce
1. Niente da capire (Francesco De Gregori)
2. Bene (Francesco De Gregori)

## Descrizione
Le due canzoni fanno parte dell'album Francesco De Gregori; registrate negli studi della RCA di Roma, i tecnici della registrazione sono Giorgio Lovisheck e Paolo Venditti, mentre il tecnico del missaggio è Sergio Patucchi. L'album presenta in copertina una pecora dipinta da Gordon Fagetter.
Il disco fu stampato con la copertina forata rossa standard della RCA Italiana.
De Gregori presentò le due canzoni durante la trasmissione televisiva del primo canale Adesso musica cantando dal vivo e accompagnandosi con la sola chitarra acustica.

## I brani

### Niente da capire
La canzone contiene alcuni riferimenti alla cantautrice Giovanna Marinuzzi con cui De Gregori aveva avuto un flirt; il testo venne censurato dalla RCA nella prima versione, e quindi i versi della seconda strofa «Giovanna è stata la migliore, faceva dei giochetti da impazzire» vennero cambiati in «Giovanna è stata la migliore, ma è un ricordo che vale dieci lire»; la versione con il testo originale venne poi incisa dal cantautore in vari dischi dal vivo.
Nonostante ciò, il titolo è anche un modo di rispondere a coloro che accusavano De Gregori di ermetismo, perché, nonostante le critiche ricevute da "Alice", la canzone veniva passata in radio, mentre ai concerti il pubblico voleva sentire solo quella.
I versi iniziali, «Le stelle sono tante, milioni di milioni», sono una citazione dello slogan pubblicitario creato da Pier Emilio Bassi per i Salami Negroni.
Nel corso degli anni la canzone è stata reincisa da De Gregori in molti dischi dal vivo in un arrangiamento più rock e suonata con gli altri musicisti; i dischi in cui è contenuta sono i seguenti:
- Francesco De Gregori del 1974
- Niente da capire del 1990 (dà anche il titolo al disco)
- La valigia dell'attore del 1997
- In tour del 2002, realizzato con Pino Daniele, Fiorella Mannoia e Ron
- Mix del 2003
- Vivavoce del 2014

### Bene
Canzone acustica, che ricorda musicalmente lo stile di Leonard Cohen; il testo racconta una vicenda d'amore. Non è mai stata ricantata dal vivo nei concerti negli anni a seguire. Una cover è stata eseguita da Le luci della centrale elettrica nell'album 2008/2018 Tra la via Emilia e la Via Lattea.

## I musicisti
- Francesco De Gregori - voce, chitarra e tastiera
- Renzo Zenobi - tastiera
- Schola Cantorum - interventi vocali nella canzone Niente da capire